# Calebasse à la Reine
La Calebasse à la Reine est une variété ancienne  de poire.

## Synonymes
- Calebasse de Belgique[1].
- Poire à vin[2].
- Spaanse Wijnpeer[3].

## Origine
Son origine est ancienne et incertaine.
André Leroy ne mentionne pas cette poire dans son Dictionnaire de pomologie.
Elle pourrait avoir été obtenue vers 1770 par Donat Leclercq, jardinier à Tournai, un des premiers obtenteurs belges après Nicolas Hardenpont,.

## Description

### Arbre
Vigueur : moyenne.
Charpente : développement élancé.
Adaptation au porte-greffe : moyenne à bonne affinité de greffe au cognassier.
Époque de floraison: avril-mai.
Fertilité : très forte, précoce et régulière, les fruits chutent facilement. Sensibilité aux maladies, aux ravageurs et aux désordres physiologiques : peu à moyennement sensible à la tavelure sur feuilles et fruits, peu sensible sur bois.
Indications pour la conduite de l'arbre : conduite traditionnelle en haute-tige mais également toutes formes basses-tiges libres. Jamais observée en palissé mais peut bien s'y prêter (‘U’, palmette ‘Verrier’). 
Remarques : forme de bonnes tiges, pour la production des arbres en pépinière, on greffe au pied (ras de terre). Variété traditionnelle très fertile et encore cultivée en haute-tige dans le Hainaut. Les fruits doivent impérativement être entre-cueillis et surveillés de près car ils blettissent facilement à partir du cœur.

### Fruit
Moyen ou petit, piriforme allongé ou en forme de calebasse.
Épiderme : vert jaunâtre, presque totalement recouvert de fauve clair, piqueté finement de jaune foncé.
Œil : petit au sommet du fruit.
Pédicelle : long, mince, implanté dans une cavité presque, nulle, un peu arqué.
Chair : mi-fine, sucrée, parfumée.
Qualité : bonne.
Maturité : automne.

## Culture
Cette variété est spécialement cultivée au verger pour la confiserie.